# Disordini di Baltimora
I disordini di Baltimora (denominati anche rivolta o massacro di Pratt Street) avvennero nel 1861 nel maggiore centro urbano del Maryland e furono un tentativo di sommossa popolare che prese il via venerdì 19 di aprile all'altezza di Pratt Street-Little Italy di Baltimora (a partire dalla President Street Station e President Street per poi proseguire e terminare su Howard Street all'imbocco della Camden Street Station) e che si concluse con una strage: i primi caduti della guerra di secessione americana.
Si riveleranno essere il secondo vero e proprio scontro a fuoco tra le due parti in lotta dopo il bombardamento e la battaglia di Fort Sumter avvenuto cinque giorni prima nella Carolina del Sud, che videro l'occupazione di Fort Sumter da parte delle truppe sudiste.
Lo scontro armato vide contrapposti i Copperheads ("pacifisti a tutti i costi") affiliati al Partito Democratico (al tempo la più consistente forza politica degli Stati federati degli Stati Uniti d'America) - affiancati da simpatizzanti secessionisti del profondo Sud - ad alcuni membri dei reggimenti provenienti dal Massachusetts e della milizia statale della Pennsylvania, in marcia in direzione della capitale nazionale Washington dopo essere stati richiamati in servizio per fornire il loro contributo contro l'atto di ribellione in atto nelle regioni schiaviste.
Essi produssero i primi morti per azione ostile nella guerra civile e vengono definiti come "il primo spargimento di sangue" del conflitto.

## Antefatti storici e contesto militare

Localizzazione di Baltimora.

Nel 1861 la maggioranza dei cittadini di Baltimora si dimostrava ancora in larga parte contraria alla guerra imminente e non parve sostenere in alcun modo l'avvio di un'operazione militare violenta contro i loro vicini meridionali; in molti anzi simpatizzarono apertamente e con passione con la causa secessionista degli Stati Uniti meridionali.

Alle elezioni presidenziali del 1860 del novembre precedente il candidato del Partito Repubblicano Abraham Lincoln aveva ricevuto solamente 1.100 sulle oltre 30.000 preferenze espresse nel centro urbano.

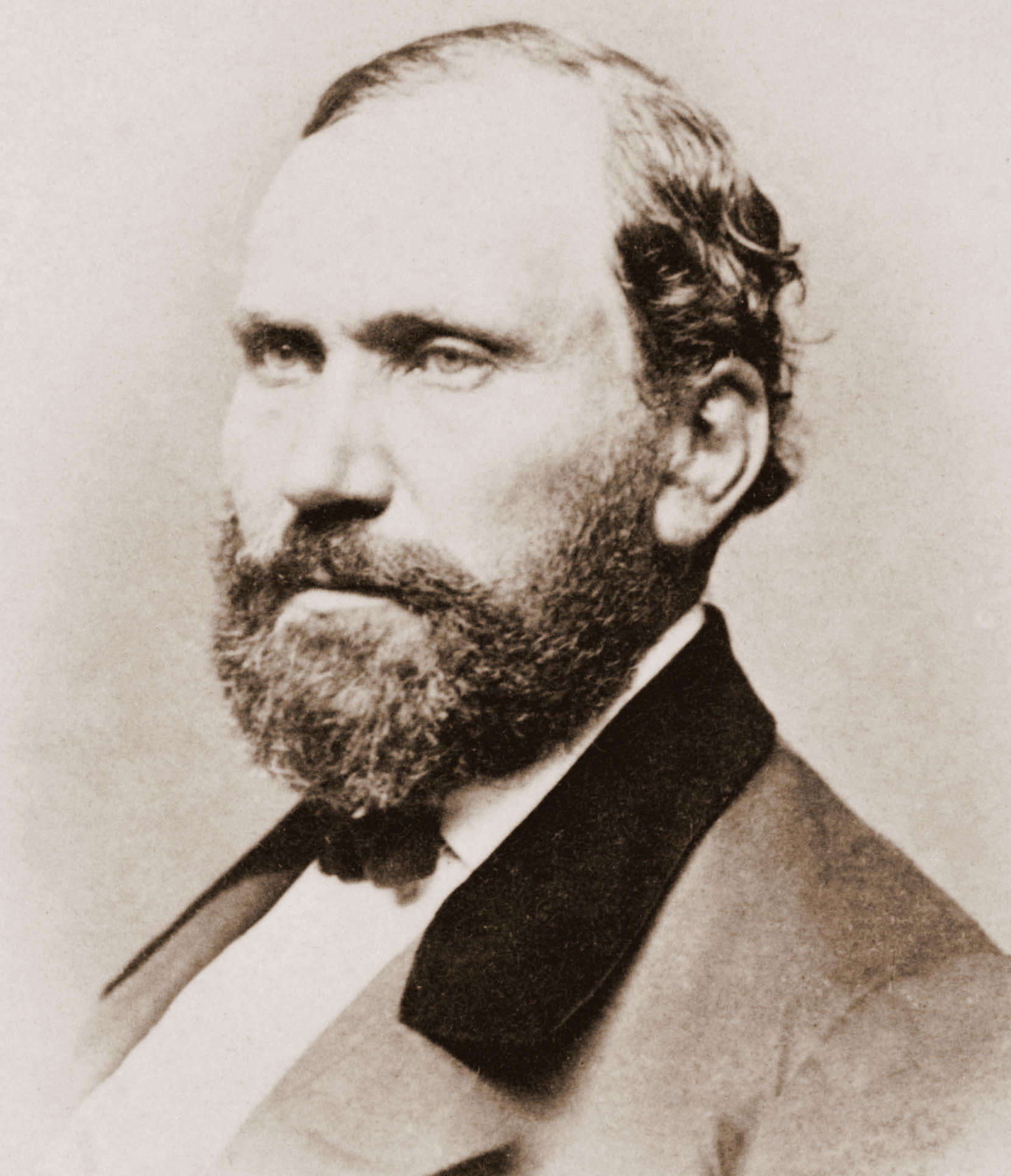
Foto dell'investigatore privato Allan Pinkerton, guardia del corpo di Abraham Lincoln.

Gli oppositori del presidente eletto degli Stati Uniti d'America rimasero infuriati (e i suoi sostenitori da parte loro decisamente delusi) quando il neoeletto, temendo un tentativo di omicidio - il celebre complotto di Baltimora scoperto dall'investigatore privato Allan Pinkerton - nei suoi confronti, scelse di sventare il supposto attentato terroristico attraversando la città nel bel mezzo della notte su una via ferroviaria differente da quella prevista sotto la protezione di alcuni suoi assistenti e detective della Pinkerton National Detective Agency.
Tutto ciò accade a febbraio, nel corso del tragitto che avrebbe dovuto condurre Lincoln alla cerimonia d'inaugurazione ed insediamento del presidente degli Stati Uniti d'America prevista per il 4 di marzo a Washington. La città ospitava anche la più alta concentrazione di afroamericani liberi del paese (stimati in almeno 25.000), così come pure un gran numero di attivisti bianchi americani dell'abolizionismo negli Stati Uniti d'America e sostenitori dell'Unione.
All'inizio della guerra la divisione tra due lealtà (la fedeltà all'Unione federale o quella al proprio singolo Stato di appartenenza) creò notevoli tensioni all'interno della società civile; coloro che supportarono la secessione - e conseguentemente anche lo schiavismo - si organizzarono in una forza paramilitare chiamata "National Volunteers"; mentre gli unionisti e gli abolizionisti si auto-definirono gli eredi dei Minutemen (milizia).
Con l'apertura delle ostilità a partire dal 12 di aprile si avviarono i reclutamenti dei volontari. In quel momento gli Stati schiavisti della Virginia, della Carolina del Nord, del Tennessee e dell'Arkansas - i quali fino a quel momento non si erano ancora espressi al riguardo - dichiararono ufficialmente la loro separazione; invero la situazione del Delaware, del Maryland, del Missouri ed infine anche del Kentucky (i futuri Stati cuscinetto nella guerra di secessione americana) continuava a restare quantomai incerta.

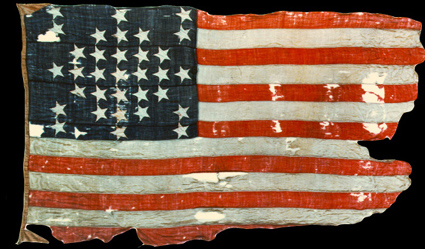
La bandiera degli Stati Uniti d'America di Fort Sumter.

Quando il giorno 13 si ebbe la resa (senza vittime) della fortezza federale di Fort Sumter affacciata sul mare proprio di fronte a Charleston (Carolina del Sud) l'Assemblea generale della Virginia assunse la scelta secessionista prendendo le opportune misure; il provvedimento venne approvato il 17 seguente a seguito di un breve dibattito.
La decisione della Virginia fu particolarmente significativa a causa della notevole capacità industriale posseduta dallo Stato; i simpatizzanti del confinante Maryland, che avevano da parte loro sostenuto i presunti diritti degli Stati alla secessione sin dai tempi di John Calhoun, cominciarono a parlare di un rinnovato Ordine di Nullificazione con il risultato di agitare le acque nella prospettiva di lasciare l'Unione per seguire la Virginia.
La qual cosa preoccupò seriamente la presidenza di Abraham Lincoln  appena entrata nelle sue piene funzioni. Il malcontento generale non fece che aumentare nei giorni immediatamente successivi, quando Lincoln lanciò il suo appello facendo la richiesta di ottenere almeno 75.000 volontari atti a servire per 3 mesi sotto le insegne dell'Union Army per porre fine alla conclamata insurrezione sudista.

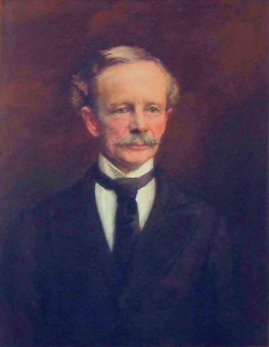
Il sindaco di Baltimora George William Brown in un ritratto di Gabrielle de Veaux Clements.

Unità di miliziani appena costituite provenienti da diversi Stati del Nord stavano iniziando a trasferirsi verso i confini meridionali, in particolare per proteggere la capitale sede del Governo federale dalla nuova minaccia confederata rappresentata dalla Virginia. Il sindaco di Baltimora George William Brown da poco eletto ed il nuovo maresciallo capo della polizia George Proctor Kane contribuirono ad anticipare i problemi che covavano in una parte della popolazione sforzandosi di placare gli animi risentiti, ottenendo però un risultato che sarà diametralmente opposto a quello sperato.

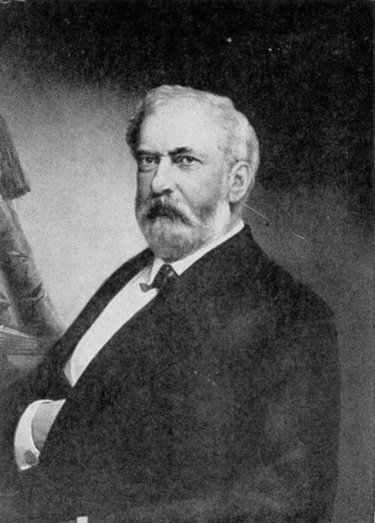
Foto del maresciallo capo assegnato alle forze di polizia George Proctor Kane.

Giovedì 18 aprile 460 volontari della milizia statale della Pennsylvania (originari per lo più di Pottsville (Pennsylvania)) giunsero da Harrisburg sulla Northern Central Railway alla Bolton Street Station (fuori dall'odierna North Howard Street - attraversando la strada in cui si trovava presente il sito dell'armeria della National Guard of the United States).
Furono presto raggiunti da svariati reggimenti di truppe regolari dell'Union Army dirette da John Clifford Pemberton (in seguito divenuto generale confederato e comandante nel corso dell'assedio di Vicksburg che lo vedrà contrapposto ad Ulysses S. Grant, la cui resa nel luglio 1863 portò alla consegna nelle mani unioniste dell'intera Armata operante nel Mississippi) di ritorno dal servizio prestato alla frontiera del West.

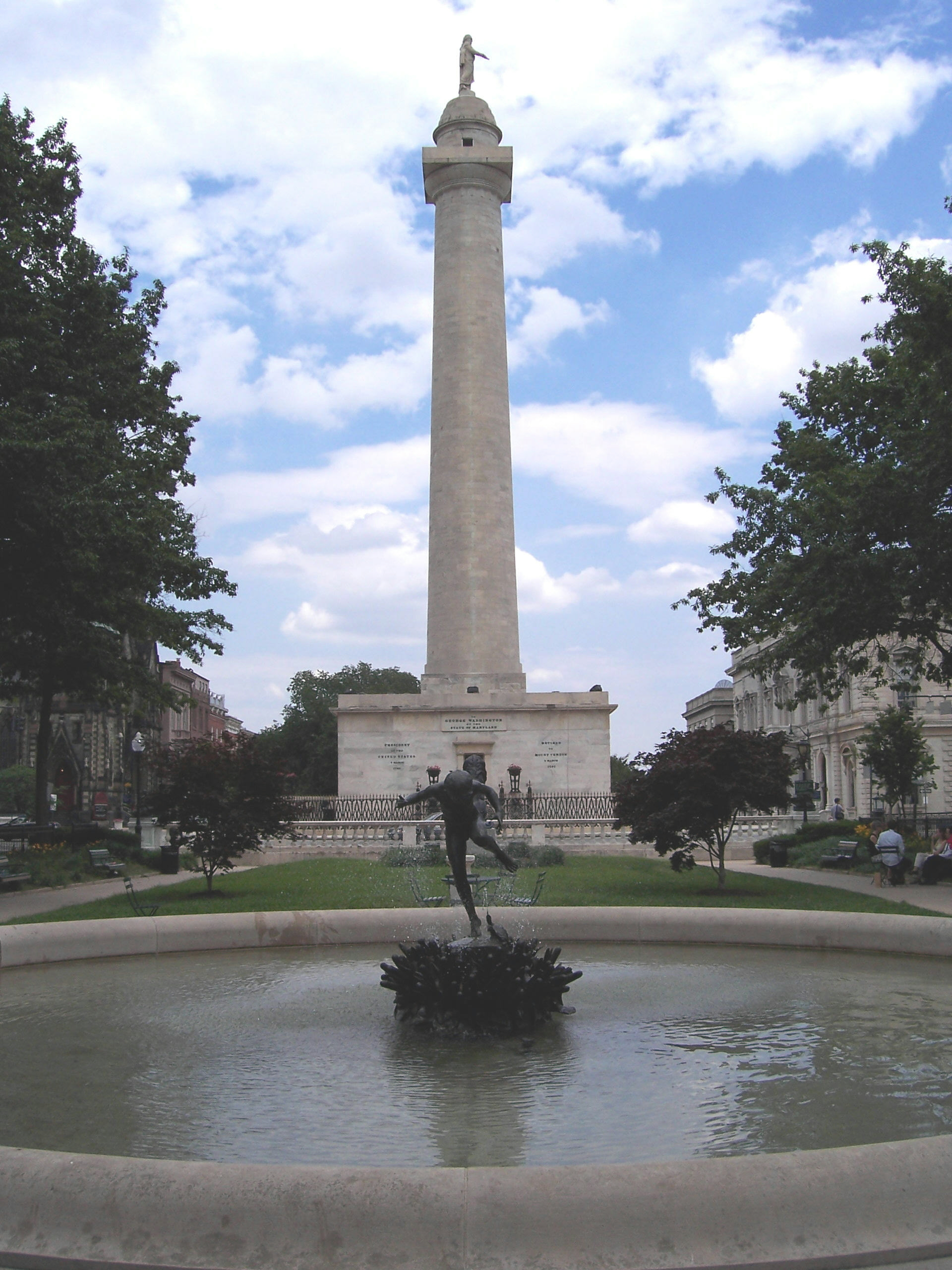
La Colonna di Washington.

Si separarono quindi in Howard Street, nel centro di Baltimora, e marciarono verso Est lungo la zona della costa fino a Fort McHenry e qui fecero il loro doveroso rapporto in riferimento alla piega in cui stava evolvendo la situazione.
A questo punto più di 700 "National Volunteers" composti da simpatizzanti sudisti armati si radunarono attorno alla Colonna di Washington, per poi recarsi poco dopo alla stazione con l'intenzione di confrontarsi con le unità militari terrestri combinate di truppe federali le quali, del tutto ignare ed inconsapevoli del pericolo, stavano in bivacco dotati ancora solamente di fucili scarichi.
Le forze di polizia cittadine organizzate recentemente da Kane (Baltimore Police Department) riuscirono inizialmente nella generalità dei casi a garantire il passaggio sicuro delle truppe miliziane della Pennsylvania in marcia verso Sud su Howard Street fino alla stazione di Camden Street della Baltimore and Ohio Railroad.
Cominciarono ben presto tuttavia ad essere lanciate pietre e mattoni (insieme a molti insulti) da parte dei facinorosi filo-secessionisti tanto che Nicholas Biddle, un inserviente afroamericano che viaggiava con il reggimento, fu colpito alla testa. Ma quella notte le truppe pennsylvane (in seguito conosciute come i "First Defenders") riusciranno a partire incolumi e ad accamparsi proprio sotto la cupola incompiuta (ancora in via di costruzione) del Campidoglio (Washington).

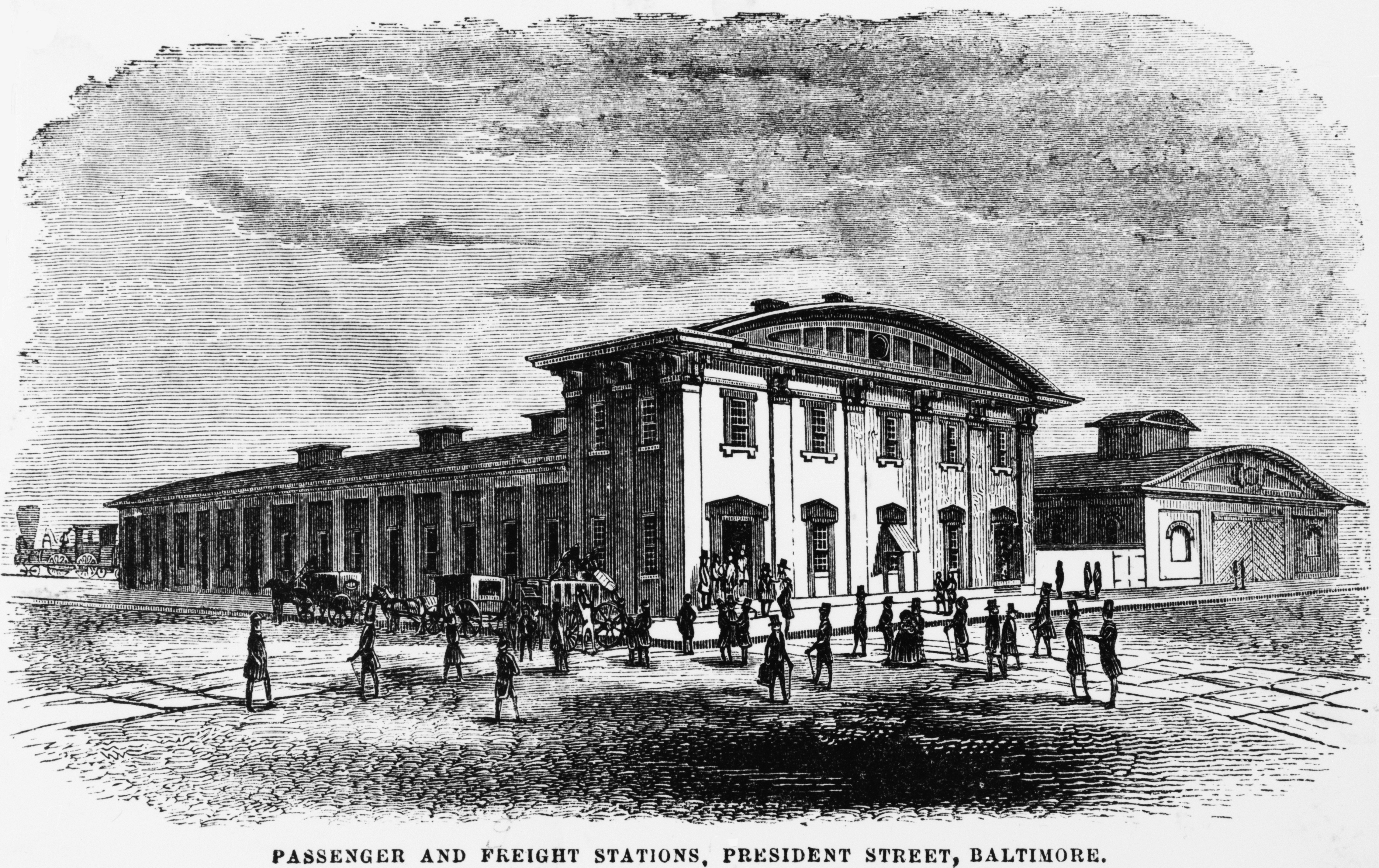
Illustrazione della President Street Station nel 1856.

## 19 aprile
Intanto già il 17 aprile la 6th Regiment Massachusetts Volunteer Militia era partita da Boston, arrivando a New York il mattino seguente e a Filadelfia al calar della notte. Il 19 l'unità si diresse alla volta di Baltimora, dove era previsto un lento transito attraverso la città.
A causa di un'ordinanza locale che impediva la costruzione di linee ferroviarie a vapore all'interno del centro urbano, non esisteva alcun collegamento diretto tra la "Philadelphia, Wilmington and Baltimore Railroad" che fermava a President Street Station e la successiva Camden Station della "Baltimore and Ohio Railroad" la quale era posta a 10 isolati più ad Ovest.

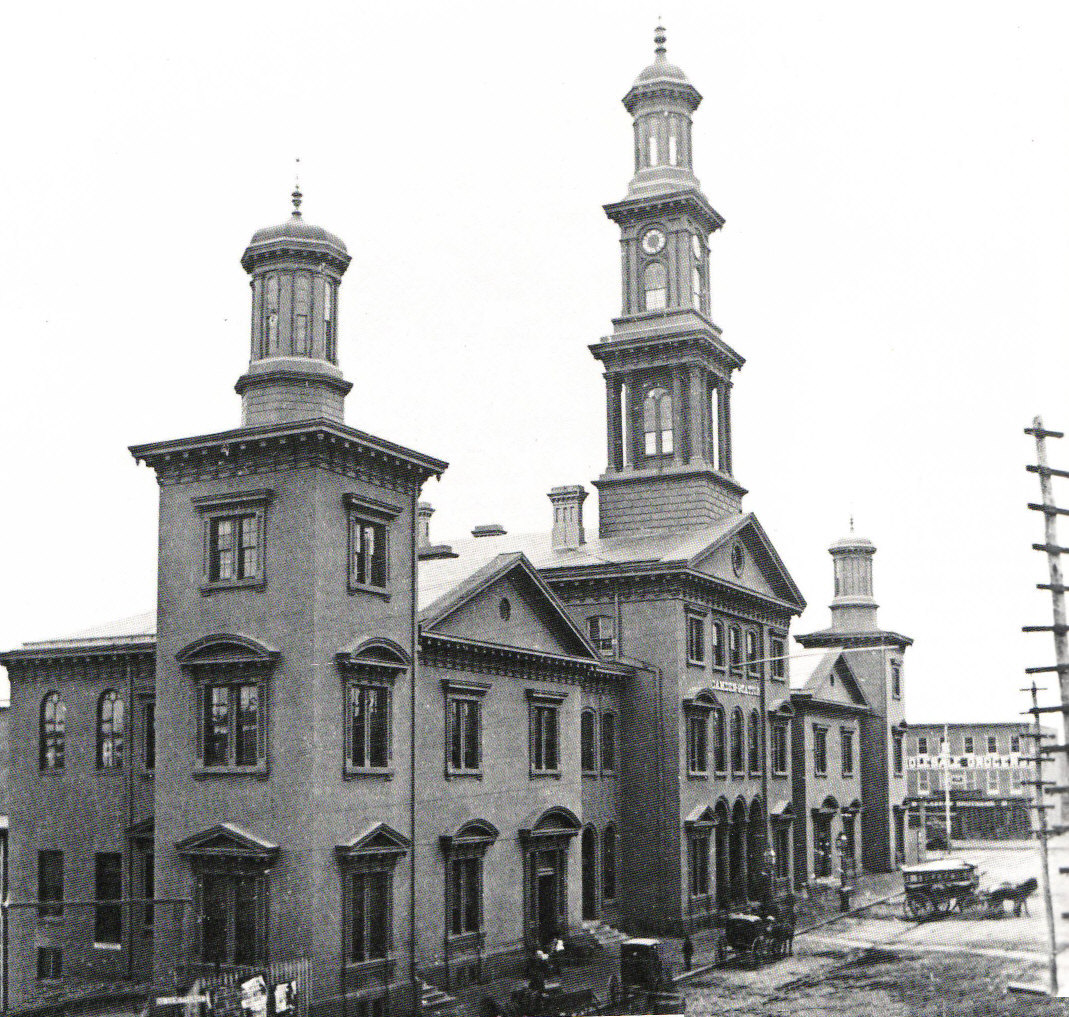
Foto della Camden Station nel 1868.

I vagoni merci e le carrozze passeggeri che venivano trasferiti tra le due stazioni dovevano pertanto essere trainati dai cavalli lungo la congiunzione stradale di Pratt Street (abitata in larga parte da immigrati italoamericani).

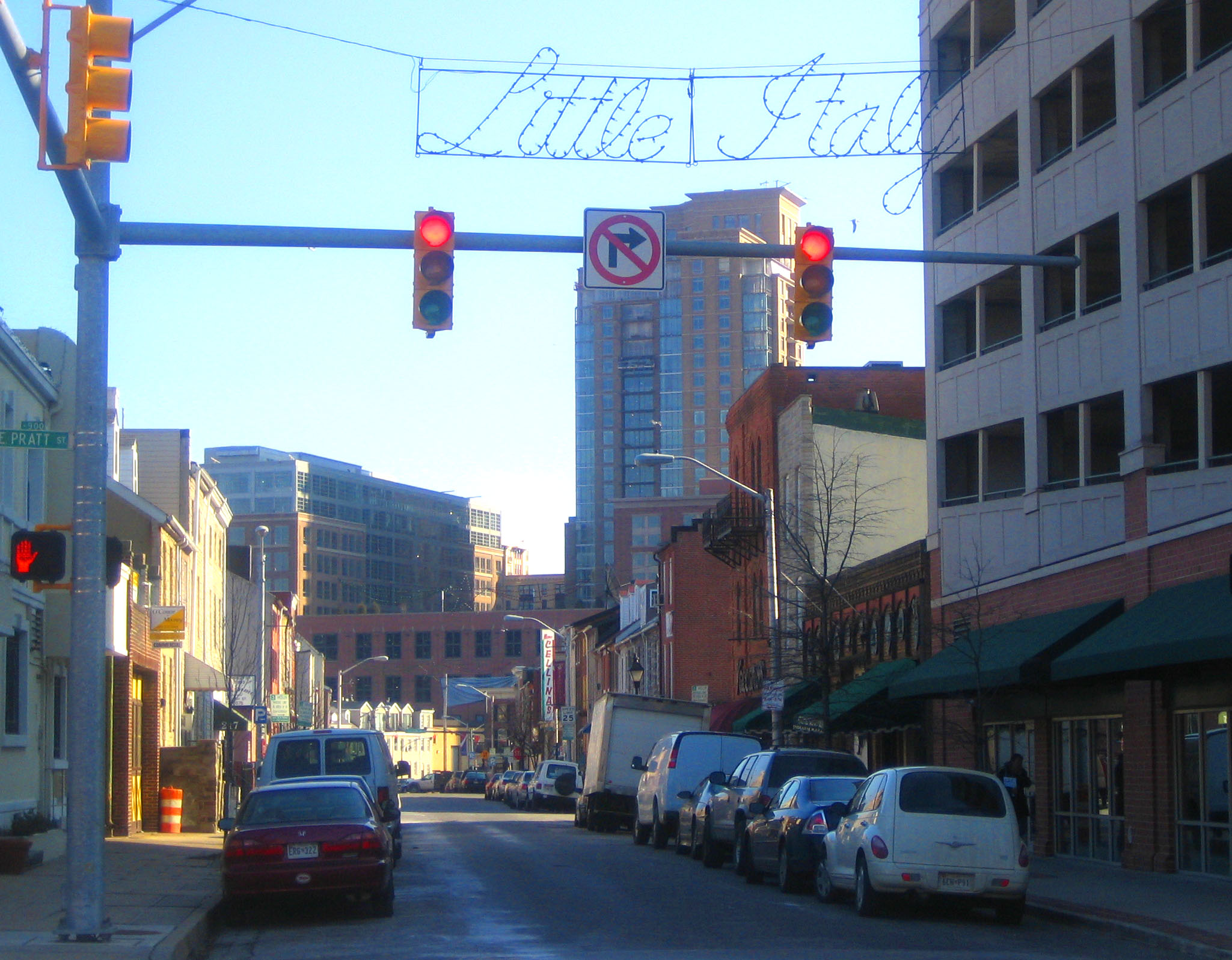
Scorcio di Pratt Street, a Little Italy (Baltimora), nel 2007.

Qualche tempo dopo aver lasciato Filadelfia il colonnello a cui era sottoposta l'unità in movimento, Edward Franc Jones, ricevette informazioni a riguardo del fatto che il passaggio attraverso Baltimora "sarebbe stato contrastato, trovandovi resistenza"; secondo il suo rapporto successivo Jones passò in rassegna tra le truppe in attesa emanando le seguenti disposizioni:
1. il reggimento marcerà attraverso Baltimora in colonne suddivise in sezioni, armato di tutto punto e in assetto da battaglia;
2. Sarete indubbiamente insultati, maltrattati e, forse, aggrediti, al che non si deve prestare alcuna attenzione;
3. la marcia va eseguita con i volti fissi in avanti, senza prestare la benché minima attenzione alla folla, anche se essa dovesse lanciare pietre, mattoni o altro;
4. ma se qualcuno di voi fosse fato oggetto di colpi d'arma da fuoco e risultasse ferito, i vostri ufficiali vi ordineranno di sparare;
5. in tale eventualità non mirate alla folla nel mucchio, ma selezionate la provenienza dell'aggressore, qualsiasi uomo che possiate riuscire a vedere che stia mirando contro di voi;
6. assicuratevi infine di averlo colpito, ma lasciatelo libero di andarsene.

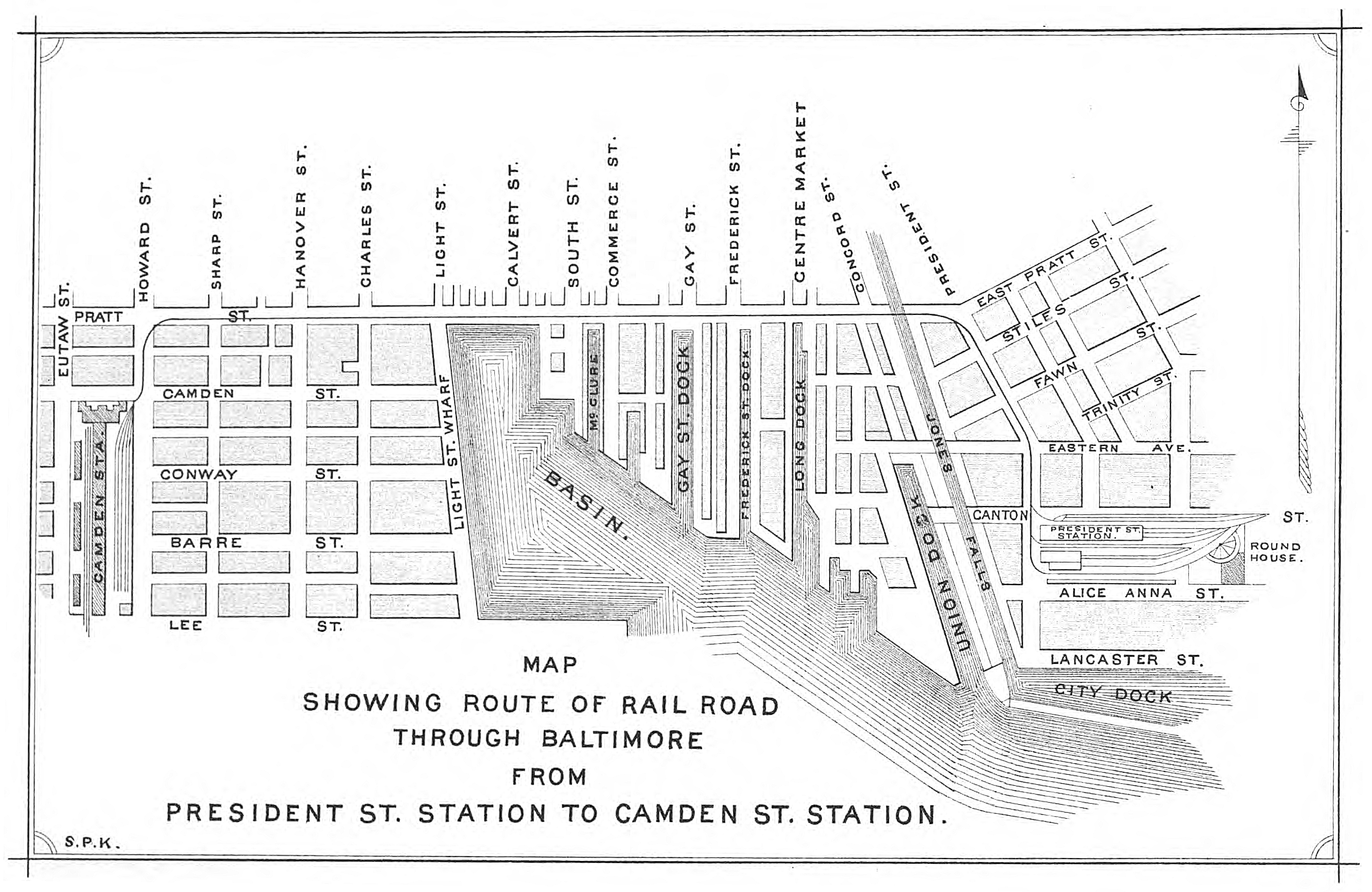
Mappa del tragitto intrapreso dalle truppe dell'Union Army attraverso Baltimora il 19 aprile del 1861. Durante il viaggio verso Washington le truppe furono attaccate da simpatizzanti confederati.

Come previsto - e come temuto - mentre il reggimento dei miliziani si stava trasferendo da una stazione all'altra una folla aggressiva di cosiddetti "pacifisti", di sostenitori Copperheads e favorevoli al Sud attaccarono i vagoni in movimento bloccandone la rotta. Quando divenne evidente che non essi potevano più continuare a viaggiare a cavallo le 4 compagnie, all'incirca 240 soldati, scesero dalle macchine e iniziarono a marciare in formazione e ranghi serrati attraverso le vie cittadine.
Il gruppo di provocatori tuttavia si mise a seguirli tallonandoli da presso, mandando in frantumi le vetrine dei negozi e causando danni fino a quando non riuscirono finalmente ad interrompere il passaggio dei militari; i rivoltosi aggredirono quindi le compagnie di retroguardia del reggimento con "mattoni, pezzi di selciato e pistole alla mano sottratte all'arsenale".
In risposta diversi soldati aprirono il fuoco, dando così inizio ad una gigantesca rissa tra uomini in divisa dell'Union Army, la folla guidata dagli agitatori e il corpo della polizia cittadina; alla fine i soldati riuscirono ad arrivare alla Camden Station, mentre la polizia bloccava l'avanzata dei sediziosi impedendo il contatto con le truppe federali. Il reggimento aveva dovuto abbandonare in fretta e furia gran parte dell'equipaggiamento in loro dotazione, inclusi gli strumenti della banda musicale.

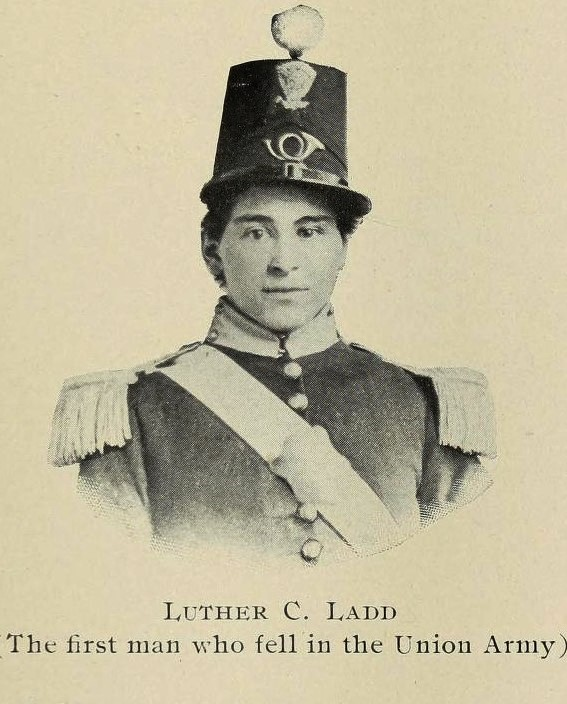
Il soldato semplice Luther Crawford Ladd della 6th Regiment Massachusetts Volunteer Militia, vittima della folla armata inneggiante alla pace: uno dei primi caduti della guerra di secessione americana.

Quattro soldati (il caporale Sumner Henry Needham della compagnia I e i soldati semplici Luther C. Ladd, Charles Taylor e Addison Whitney della compagnia D) più dodici civili rimasero uccisi durante la rivolta indetta in nome del "mantenimento della pace". Altri 36 militari furono feriti e dovettero essere lasciati indietro. È sconosciuto il numero delle persone tratte in stato d'arresto
Needham viene considerato essere come la prima vittima dell'Unione (guerra di secessione americana) nella guerra di secessione americana, sebbene sia stato ucciso da civili in uno Stato facente parte della stessa Unione; è sepolto a Lawrence (Massachusetts) ove riposa da più di un secolo e mezzo.

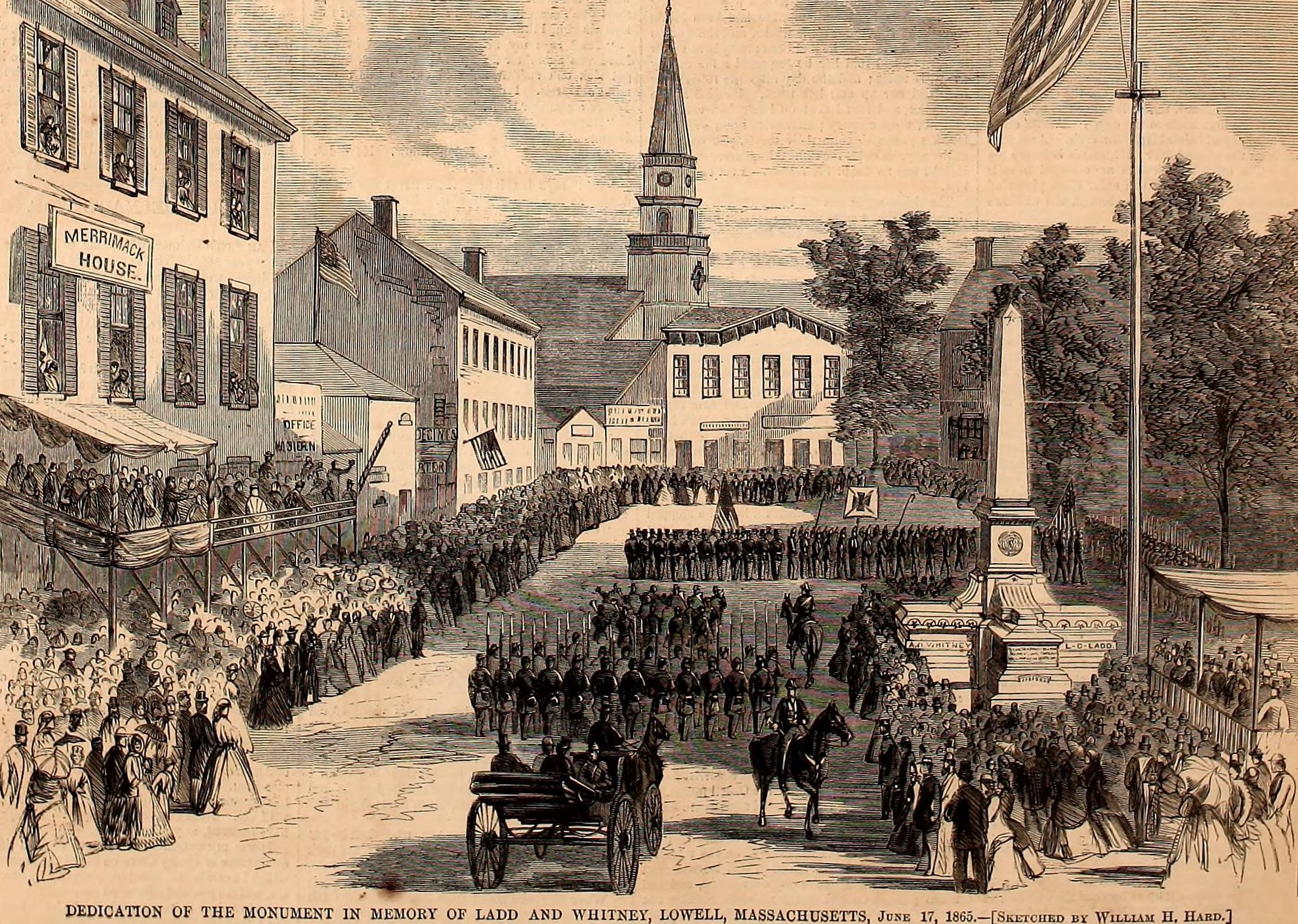
Il monumento dedicatorio in onore dei caduti della 6th Regiment Massachusetts Volunteer Militia a Lowell (Massachusetts), inaugurato nel 1865.

Ladd e Whitney sono sepolti a Lowell (Massachusetts); Taylor invece a Baltimora e, sebbene la sua tomba risulti essere oramai irrimediabilmente perduta, il suo nome compare sul Monumento dedicato ai caduti a Lowell.
In quella stessa giornata, subito dopo l'attacco proditorio sferrato contro i soldati, gli uffici del Baltimore Wecker (un giornale in lingua tedesca rivolto ai tedeschi americani filo-unionisti vennero completamente distrutti e l'intero edificio rimase gravemente danneggiato dalla stessa folla che continuava ad invocare la pace.
L'editore William Schnauffer e il caporedattore Wilhelm Rapp, a seguito delle minacce di morte subite, si troveranno costretti ad abbandonare la città. Il primo successivamente fece ritorno e riprese le pubblicazioni, che continuarono durante tutta la guerra e che furono apertamente a sostegno della causa unionista e a favore del presidente Abraham Lincoln. Il redattore si trasferì invece in un altro giornale dell'Illinois, anch'esso fieramente schierato dalla parte del Nord.

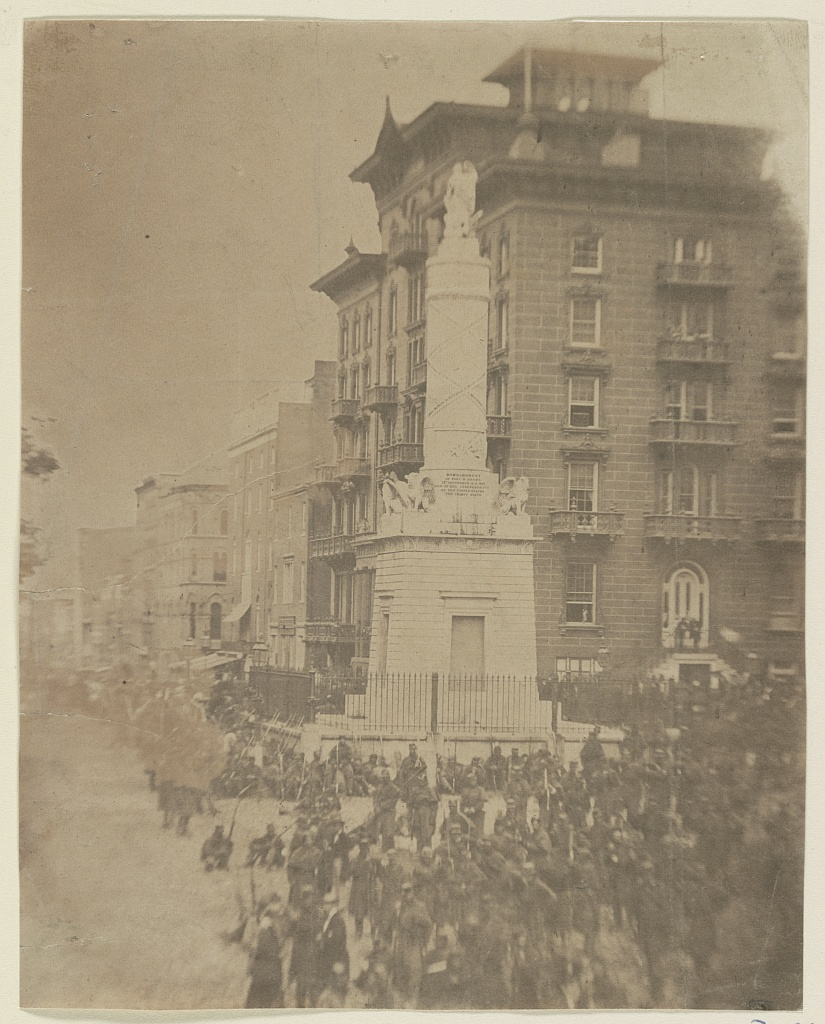
Reparti del 6° Massachusetts in bivacco al Monument Square di Baltimora il 1º luglio del 1861, dopo la chiusura del loro secondo accampamento di guarnigione nella città.

Questa sommossa a sfondo pacifista in nome degli interessi settari del Sud schiavista messa in atto dai filo-meridionali - e verso i quali simpatizzava gran parte degli abitanti - ebbe come uno dei suoi effetti immediati quello di costringere anche la "Baltimore Steam Packet Company" a declinare in quello stesso giorno una richiesta proveniente dalla presidenza di Abraham Lincoln di concorrere a trasportare le forze dell'Union Army per alleggerire la struttura del Norfolk Naval Shipyard presa d'assedio dai ribelli a Portsmouth (Virginia).
(Raimondo Luraghi.)

## Conseguenze
In una successiva valutazione dell'ex sindaco Brown sugli eventi occorsi sarebbe stato propriamente questo accenno di rivolta a Baltimora a spingere le due parti oltre le rispettive frontiere per intraprendere una guerra su larga scala:
Il 10 luglio del 1861 un Grand jury della Corte distrettuale federale incriminerà Samuel Mactier, Lewis Bitter, James McCartney, Philip Casmire, Michael Hooper e Richard H. Mitchell per la parte da loro assunta nell'aver fomentato i disordini.
Ancora dopo il 19 aprile alcune brevi e limitate scaramucce si verificheranno nelle strade cittadine tra la popolazione e le forze di polizia - almeno per tutto il mese seguente - seppur un certo qual senso di normalità infine tornò a regnare in seguito degli arresti compiuti.

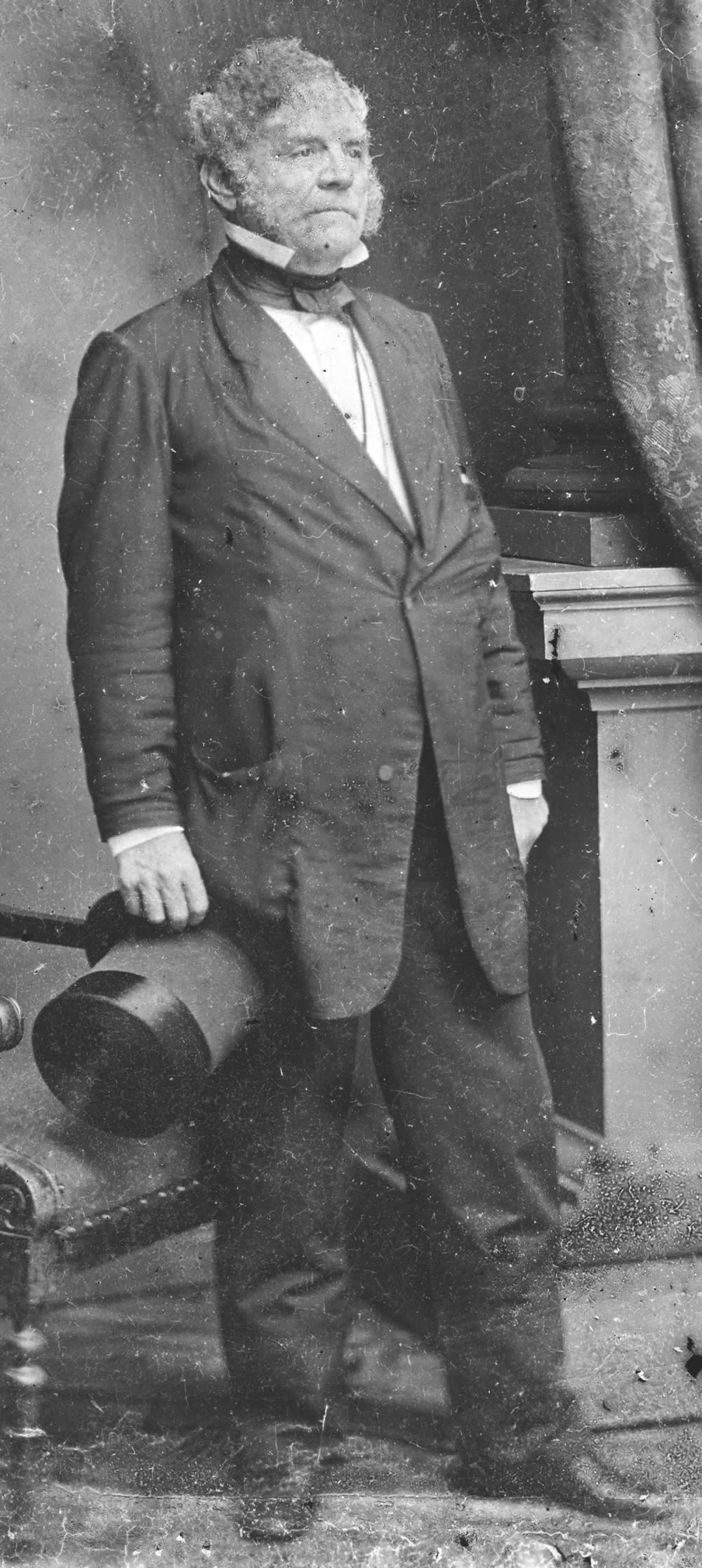
Il governatore del Maryland Thomas Holliday Hicks.

Sia Brown che il governatore del Maryland Thomas Holliday Hicks implorarono il presidente di non inviare ulteriori truppe attraverso il territorio dello Stato federato per scongiurare l'eventualità dell'accendersi di ulteriori scontri.
Come tuttavia lo stesso Lincoln fece acutamente notare ad una "delegazione di pace" promossa dall'YMCA e giunta al suo cospetto: i soldati non erano né uccelli che potessero volare sopra il Maryland né talpe da poter scavare sottoterra.
Entro la serata del 20 di aprile il governatore autorizzò il sindaco ad inviare la milizia statale allo scopo di rendere inagibili i ponti ferroviari e quindi impedire il passaggio dei treni militari, un atto che in seguito avrebbe più volte negato. Uno dei capi della milizia fu John Merryman, fatto arrestare il mese seguente e trattenuto in custodia a dispetto dell'habeas corpus, il che condusse al caso giudiziario conosciuto col nome di Ex parte Merryman.

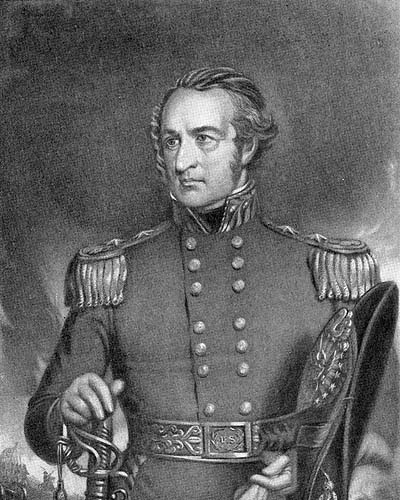
Ritratto del maggior generale Robert Patterson.

In quel 19 aprile il settantenne maggior generale Robert Patterson (che si troverà sul campo della prima battaglia di Bull Run), comandante del "Dipartimento di Washington (comprendente allora tutta la Pennsylvania, il Delaware, il Maryland e il Distretto di Columbia), ordinerà al brigadier generale Benjamin Butler - avvalendosi dell'8th Massachusetts - di aprire ed assicurare un percorso che da Annapolis e dalla Annapolis Junction giungesse per via diretta fino alla capitale.
Il giorno seguente il reggimento preposto arrivò in nave pronto a sbarcare; ancora una volta il governatore e il sindaco della città protestarono, ma l'ufficiale unionista (un assai abile politico) li costrinse a permettere alle truppe di scendere a terra ed accantonarsi ad Annapolis, affermando: "devo farli sbarcare, sono affamati!".
Le due autorità gli risposero: "nessuno venderà loro nulla"; ma Butler sostenne altresì che gli uomini armati non erano sempre limitati dalla necessità di acquistare cibo quand'essi fossero stati affamati.
Così l'8th Massachusetts, assieme al 7th New York Volunteer Infantry Regiment, poté procedere in direzione dell'Annapolis Junction (a metà strada tra Baltimora e Washington); il secondo poi si diresse verso la capitale dove, nel pomeriggio del 25 di aprile, divenne la prima formazione militare a raggiungere Washington passando da questo percorso.
Vi saranno delle esplicite richieste da parte dei confederati virginiani perché il Maryland dichiarasse la propria secessione a seguito della rivolta. Il governatore dovette convocare dietro forti pressioni una sessione speciale della legislatura statale per far esaminare la situazione; dato che la capitale dello Stato era oramai occupata dalle forze federali e che d'altra parte Baltimora continuava ad avere un largo seguito tra i filo-sudisti, Hicks impose all'Assemblea di riunirsi a Frederick (Maryland), ossia nella regione occidentale prevalentemente unionista.
La riunione venne aperta ufficialmente il giorno 26 ed entro il 29 votò risolutamente contro la secessione con un risultato di 53 a 13, anche se decise di non far riaprire i collegamenti ferroviari col Nord e richiese espressamente al presidente di far rimuovere il numero sempre più crescente di truppe federali presenti nel territorio. In questo particolare momento i delegati sembrarono aver voluto mantenere intatta la "neutralità" del Maryland nel conflitto.

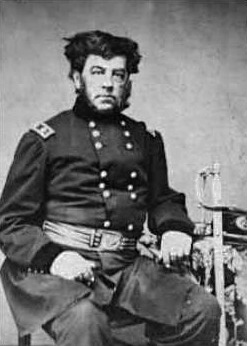
Foto di George Cadwalader.

Iniziarono nonostante tutto a giungere molte altre truppe dell'Union Army; il 13 di maggio Butler non esiterà ad inviarle proprio a Baltimora dichiarando al contempo l'istituzione della legge marziale. Sarà poco dopo sostituito come comandante del "Dipartimento di Annapolis" da un altro ufficiale degli United States Volunteers, George Cadwalader.
Di lì a seguire si ebbero il sindaco, il capo della polizia con l'intero consiglio ed infine anche i rappresentanti comunali di Baltimora fatti arrestare e tenuti prigionieri senza la benché minima accusa nei loro confronti, così come accadde anche ad un membro del Congresso, Henry May.
Il Presidente della Corte Suprema Roger Brooke Taney, anch'egli nativo del Maryland, sentenziò il 4 di giugno nel caso Ex parte Merryman che la sospensione dell'habeas corpus risultava essere del tutto incostituzionale; ma Lincoln - giunti a questo punto - non esiterà ad ignorare bellamente la presa di posizione della Corte Suprema.
In seguito, quando il redattore di giornali di Baltimora Frank Key Howard - nipote del poeta e giurista Francis Scott Key - lo criticò duramente in un editoriale, anch'egli venne tratto in stato d'arresto senza processo: si era d'altra parte nel pieno delle disposizioni di guerra.

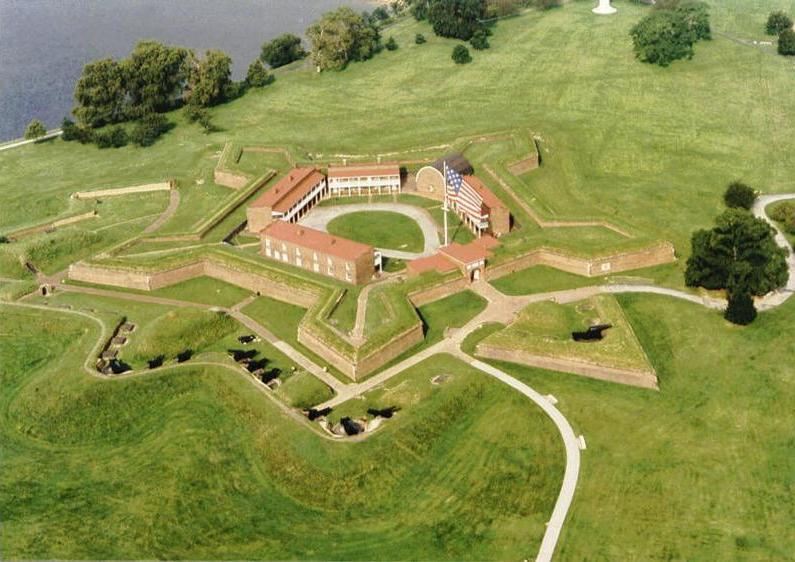
Veduta area di Fort McHenry.

Per ironia della sorte le truppe federali imprigionarono il giovane giornalista a Fort McHenry il quale, come ebbe modo di far notare, era lo stesso in cui The Star-Spangled Banner - l'Inno ufficiale statunitense - aveva fatto sentire per la prima volta il suono delle sue note sulla "terra degli uomini liberi".
Nel 1863 Howard scriverà a questo proposito della propria esperienza in qualità di prigioniero politico in un suo libro intitolato Fourteen Months in the American Bastille (14 mesi nella Bastiglia americana); due degli editori che vendettero il libro saranno poi a loro volta arrestati.

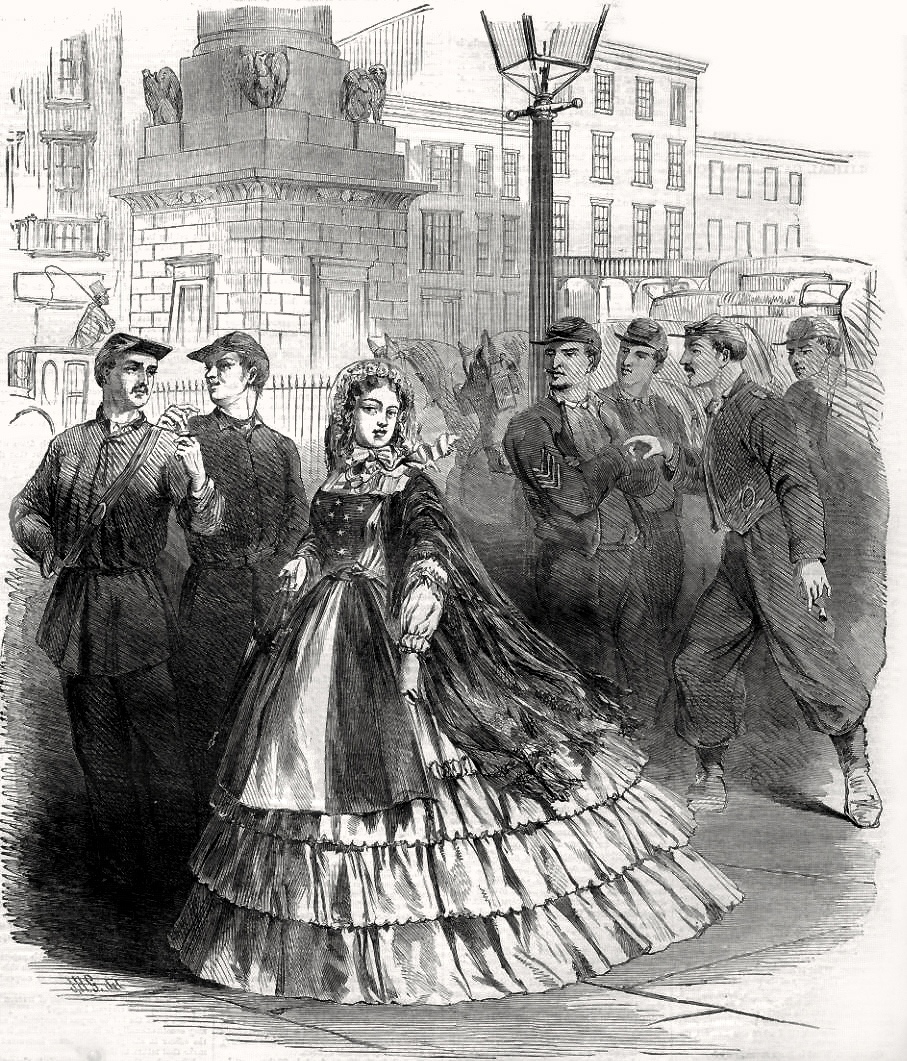
La bella vita delle signore di buona famiglia a Baltimora in una vignetta satirica del 1861.

Un uomo che si suppose fosse stato un appartenente alla milizia statale (filo-confederata) fu detenuto nella stessa fortezza; quando venne emesso un mandato di habeas corpus a suo favore il maggiore William Walton Morris, comandante del Forte, rispose al giudice Giles nei termini seguenti:
1. alla data di emissione del tuo mandato, e per le due settimane precedenti, la città in cui vivi e dove il vostro tribunale è stato mantenuto nelle sue piene funzioni, era interamente sotto il controllo delle autorità rivoluzionarie;
2. in quel periodo i soldati degli Stati Uniti, pur non commettendo alcuna offesa, erano stati perfidamente attaccati e uccisi in modo disumano nelle vostre strade, ma nessuna punizione era stata assegnata e credo non siano stati compiuti arresti per questi crimini;
3. le forniture di provviste destinate a questa guarnigione sono state interrotte, l'intenzione di conquistare questo forte è stata proclamata con spavalderia, le vostre maggiori arterie di scorrimento pubblico sono state quotidianamente pattugliate da un gran numero di truppe, armate e vestite con una divisa di miliziani statali e, almeno in parte, utilizzando mezzi e armamenti sottratti agli Stati Uniti;
4. la bandiera degli Stati Uniti d'America, mentre ancora sventolava sugli uffici federali, fu abbattuta da qualcuno che indossava l'uniforme di un soldato del Maryland;
5. l'assemblea eletta a dispetto della legge, ma sostenendo di essere l'organo legislativo del vostro Stato, ed in tal modo riconosciuto dall'Esecutivo del Maryland, stava discutendo sulla rimozione del patto di Unità nazionale;
6. se tutto ciò non è ribellione, allora non so proprio come chiamarlo. Lo considero certamente una causa legale sufficiente per sospendere il privilegio dell'atto di habeas corpus.

"Inoltre", scrisse sempre Morris:
1. se, in un'esperienza di trentatré anni come ufficiale giudiziario, non hai mai saputo prima che il testo del diritto fosse disobbedito, è soltanto perché una tale contingenza negli affari politici - come il presente ha ben esposto - non è mai esistita prima d'ora.

La bandiera del Maryland.

Poco prima dell'alba del 27 giugno i soldati marciarono da Fort McHenry su ordine diramato da Nathaniel Banks, che era nel frattempo succeduto a Cadwalader come comandante del dipartimento, per arrestare il sindaco George P. Kane; venne nominato il colonnello John Reese Kenly del 1st Regiment Maryland Volunteer Infantry nella qualità di quartiermastro per sovrintendere alla forza di polizia di Baltimora.

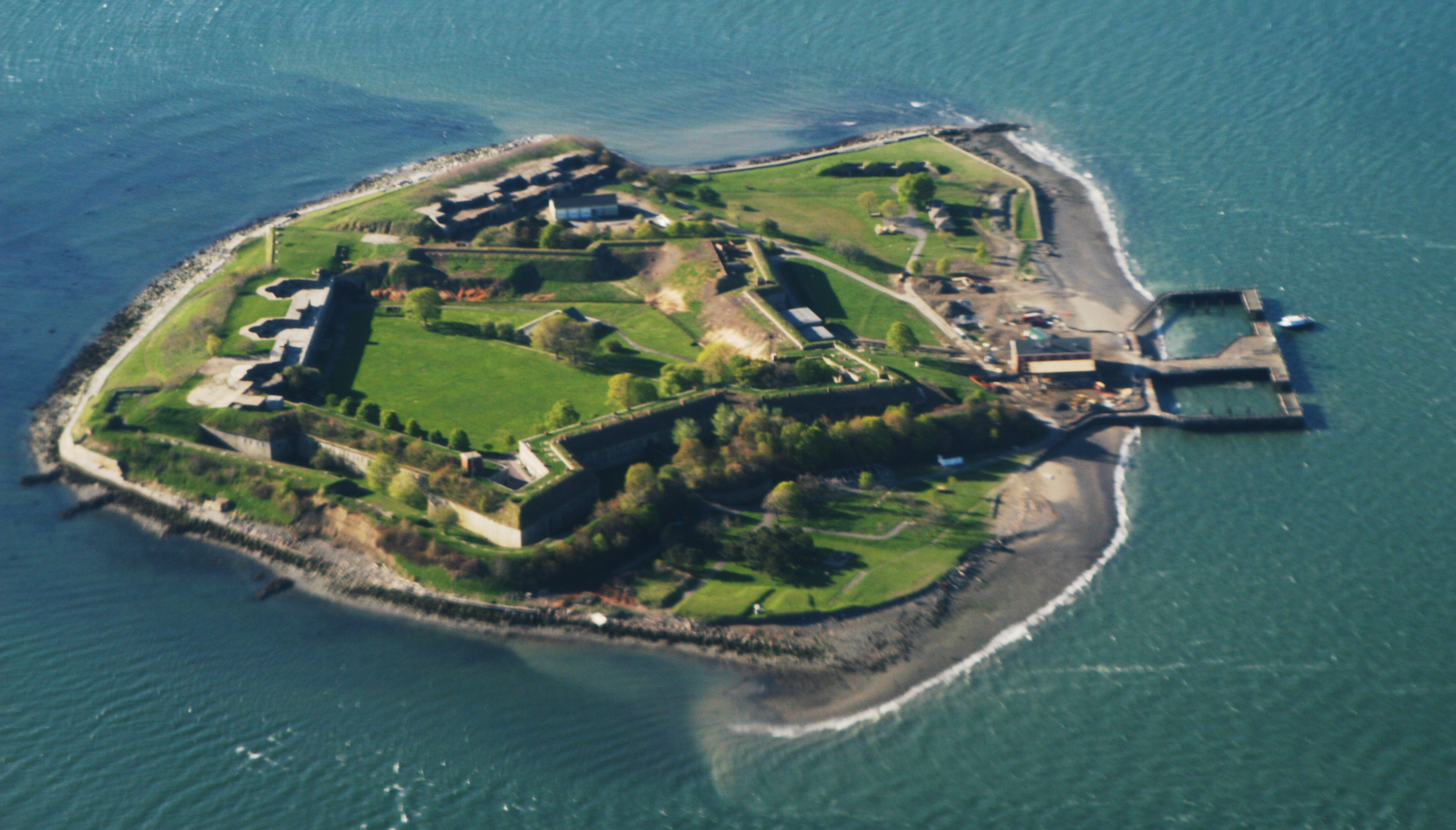
Veduta aerea di Fort Warren nella Georges Island.

Kenley arruolò, organizzò ed armò 250 unionisti per far parte della nuova polizia cittadina. Quando il precedente consiglio non ne riconobbe la validità, cercando anzi di reintegrarne i vecchi membri, fu senza esitazione alcuna tratto in arresto ed inviato a Fort Warren nel Boston Harbor. Il 10 luglio seguente George R. Dodge, un civile, venne nominato maresciallo della polizia.

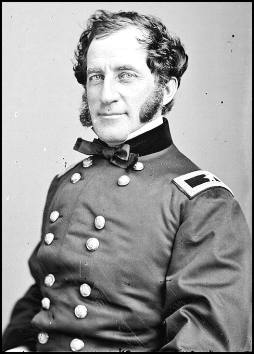
Foto del colonnello Abram Duryée.

Il maggior generale John Adams Dix, succedette a sua volta a Banks e il 5th New York Volunteer Infantry del colonnello Abram Duryée (detto "Duryée lo zuavo") portò a termine la costruzione di Fort Federal Hill a Baltimora.

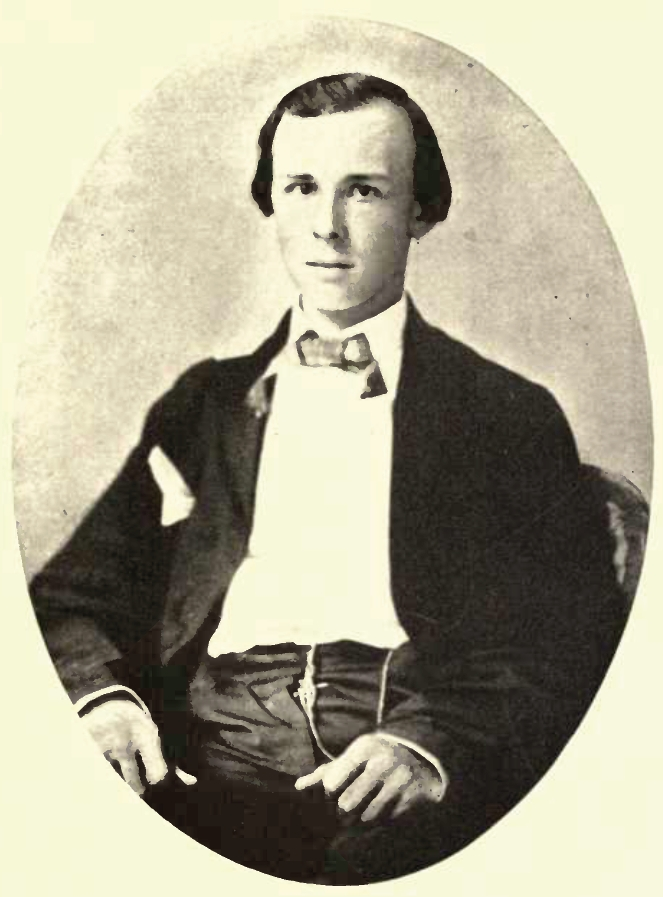
Foto di James Ryder Randall nel 1861.

Alcuni meridionali presero ad agire con passione davanti a questa lunga sequenza d'incidenti diplomatici; James Ryder Randall, un novello insegnante operante nella Louisiana ma nativo del Maryland e che aveva perduto un amico nei disordini, scrisse Maryland, My Maryland a favore della causa sudista come risposta diretta agli atti compiuti.
Il poema fu poi impostato su Lauriger Horatius (la popolare melodia di O Tannenbaum), divenendo ben presto assai popolare nel Sud; esso si riferì alle rivolte con versi come Vendica il sangue patriottico/che punteggiava le strade di Baltimora. Nel 1939 (78 anni più tardi) divenne l'Inno nazionale statale; da allora sono stati compiuti diversi tentativi per eliminarlo.
Il 17 settembre del 1861, il giorno in cui l'assemblea legislativa si riunì per discutere di questi eventi e delle possibili azioni incostituzionali del presidente, 27 delegati (1/3 dell'intera assemblea) furono arrestati ed incarcerati dalle truppe federali utilizzando la sospensione dell'habeas corpus effettuata da Lincoln, in un'ulteriore sfida alla "sentenza Merryman".

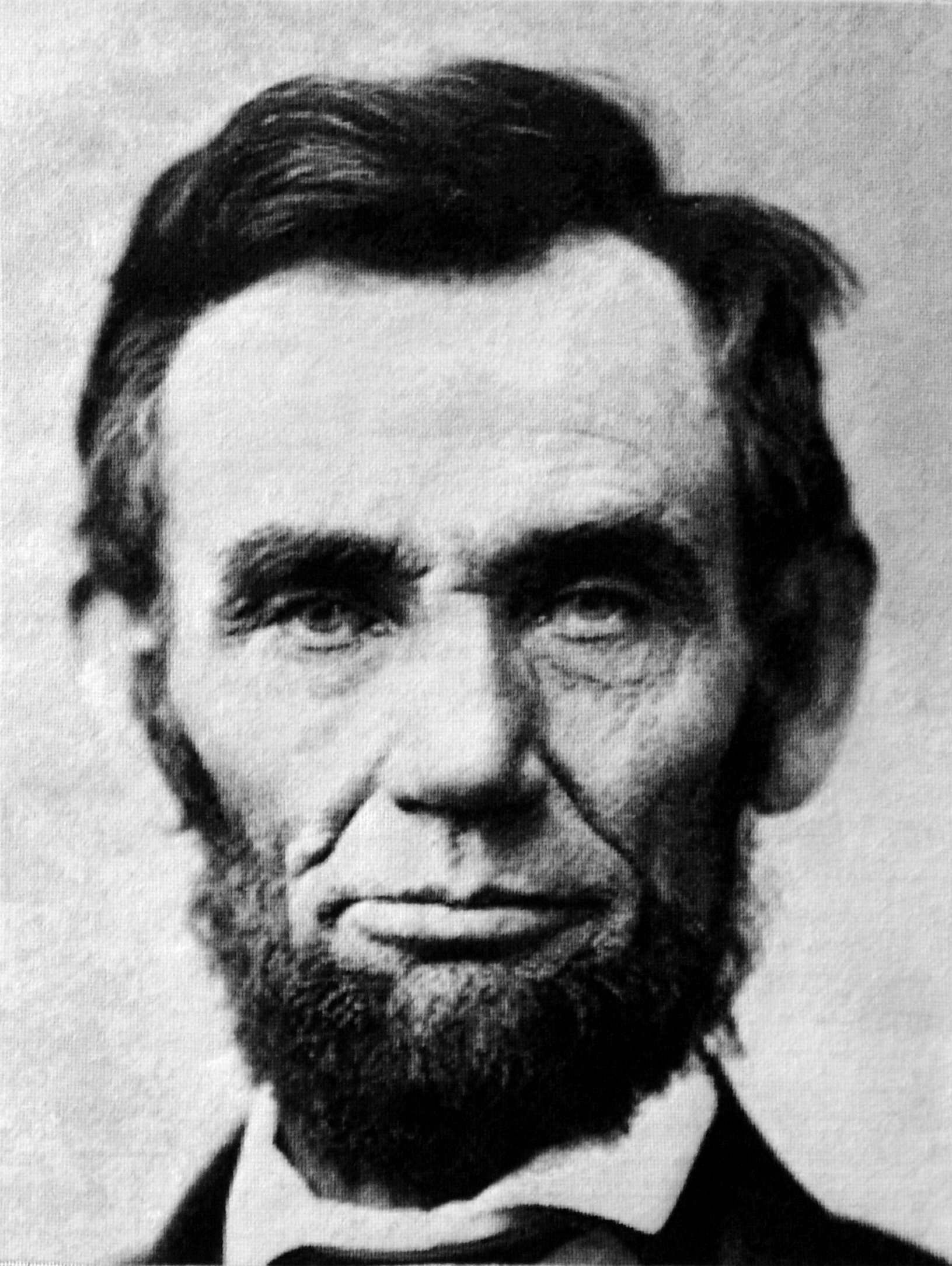
Il presidente Abraham Lincoln.

A causa di un tale arresto su vasta scala di rappresentanti dello Stato la sessione legislativa indetta venne di fatto cancellata e non fu pertanto possibile più alcun dibattito sulle misure contro la guerra o sulla secessione. A questo punto il Delaware, confinante con il Maryland, fu rafforzato con truppe dell'Union Army per prevenire episodi simili.
Contemporaneamente il Kentucky proclamò la sua neutralità, anche se poi alla fine sarebbe entrato a far parte dell'Unione, ed un governo in esilio confederato per il Missouri esistette prima nell'Arkansas e successivamente in Texas.
La "guerra per gli Stati di confine", gli stati cuscinetto nella guerra di secessione americana, risultò così vinta in maniera schiacciante dalle forze fedeli alla presidenza di Abraham Lincoln. L'anno seguente la Campagna del Maryland si dispiegò nel territorio, il 1° tentativo in massa d'invasione sudista: essa troverà come suo sbocco maggiore la sanguinaria battaglia di Antietam.
(Raimondo Luraghi)